# Chu Nhữ Xương
Chu Nhữ Xương (tiếng Trung: 周汝昌; bính âm: zhōu rǔ chāng) sinh ngày 14 tháng 4 năm 1918, tự là Vũ Ngôn (禹言), hiệu là Mẫn Am (敏庵), sau này đổi tự là Ngọc Ngôn (玉言), bút danh Niệm Thuật (念述), Thương Vũ (苍禹), Tuyết Hy (雪羲), Cố Nghiên (顾研), Ngọc Công (玉工), Thạch Võ (石武), Ngọc Thanh (玉青), Sư Ngôn (师言), Trà Khách Đẳng (茶客等), v.v.. Quê quán ở Thiên Tân, từng học tại khoa ngôn ngữ phương Tây Trường Đại học Yên Kinh Bắc Kinh.
Chu Nhữ Xương là nhà Hồng học rất nổi tiếng thuộc phái khảo chứng với nhiều tác phẩm nghiên cứu về Hồng Lâu Mộng có giá trị, trong đó có cuốn Hồng Lâu Mộng tân chứng có ảnh hưởng rất lớn. Ông từng bị xem là môn sinh của nhà Hồng học Hồ Thích - người khởi xướng ra Hồng học hiện đại và là đại biểu của phái tự truyện, tuy nhiên quan điểm của Chu Nhữ Xương và Hồ Thích có nhiều điểm bất đồng thậm chí đối lập. Ông là người đầu tiên của Cộng hoà Nhân dân Trung Hoa nghiên cứu về Hồng Lâu Mộng, nổi tiếng trong và ngoài nước với tư cách là lực lượng nòng cốt và là bậc thầy của trường nghiên cứu tại quê nhà và nước ngoài.
Chu Nhữ Xương gần như bị điếc từ những năm ông 20 tuổi. Từ năm 1991 được hưởng tiền trợ cấp đặc biệt của chính phủ Trung Quốc.

## Tác phẩm chủ yếu

### Các tác phẩm chuyên về Hồng học
- Hồng Lâu Mộng tân chứng, Nhà xuất bản Đường lệ Thượng Hải xuất bản năm 1953 (năm 1976 Nhà xuất bản văn học nhân dân tái bản và hiệu đính)
- Tào Tuyết Cần, Nhà xuất bản nhà văn xuất bản năm 1964 (năm 1980 Nhà xuất bản bách hoa Thiên Tân tái bản đổi tựa là Tào Tuyết Cần truyện)
- Cung vương phủ khảo, Nhà xuất bản cổ tịch Thượng Hải xuất bản năm 1980
- Hiến Cần tập, Nhà xuất bản nhân dân Sơn Tây xuất bản năm 1985
- Thạch Đầu Ký giám chân, viết cùng với anh là Chu Hỗ Xương, Nhà xuất bản văn hiến thư mục xuất bản năm 1985
- Hồng Lâu Mộng dữ Trung Hoa văn hoá, Nhà xuất bản công nhân và Công ty đồ thư Đông Đại Đài Loan hợp tác xuất bản năm 1989
- Hồng Lâu Mộng đích lịch trình, Nhà xuất bản nhân dân Hắc Long Giang xuất bản năm 1989
- Cung vương phủ dữ Hồng Lâu Mộng, Nhà xuất bản Yên Sơn Bắc Kinh xuất bản năm 1992
- Tào Tuyết Cần tân truyện, Nhà xuất bản Ngoại văn xuất bản năm 1992
- Hồng Lâu nghệ thuật, Nhà xuất bản văn học nhân dân xuất bản năm 1995, năm 2006 Nhà xuất bản nhà văn tái bản đổi tên là Hồng Lâu nghệ thuật đích mị lực
- Hồng Lâu đích chân cố sự, Nhà xuất bản Hoa Nghệ xuất bản năm 1995, năm 2005 Nhà xuất bản hoạ báo Sơn Đông tái bản đổi tên là Hồng Lâu chân mộng
- Hồng Lâu chân bản, Nhà xuất bản đồ thư quán Bắc Kinh xuất bản năm 1998
- Chu Nhữ Xương Hồng học phẩm tinh tập, Nhà xuất bản Hoa Nghệ xuất bản năm 1998
- Phong lưu văn thái đệ nhất nhân, Nhà xuất bản phương Đông xuất bản năm 1999
- Hồng Lâu tiểu giảng, Nhà xuất bản Bắc Kinh xuất bản năm 2002
- Hồng Lâu đoạt mục hồng, Nhà xuất bản nhà văn xuất bản năm 2003
- Chu Nhữ Xương điểm bình Hồng Lâu, Nhà xuất bản mộng đoàn kết xuất bản năm 2004
- Tào Tuyết Cần hoạ truyện, Nhà xuất bản nhà văn xuất bản năm 2004
- Hồng Lâu thập nhị tằng, Chu Luân Linh biên tập, Nhà xuất bản thư hải xuất bản năm 2004
- Hoà Giả Bảo Ngọc đối thoại, Nhà xuất bản nhà văn xuất bản năm 2005
- Tuyển tập Chu Nhữ Xương mộng giải Hồng Lâu, Chu Luân Linh biên tập, Nhà xuất bản Ly Giang xuất bản năm 2005
- Định thị Hồng Lâu Mộng lý nhân - Trương Ái Linh dữ Hồng Lâu Mộng, Nhà xuất bản đoàn kết xuất bản năm 2005
- Hồng Lâu biệt dạng hồng, Nhà xuất bản nhà văn xuất bản năm 2008

### Các tác phẩm chuyên về học thuật
- Phạm Thành Đại thi tuyển năm 1959, Nhà xuất bản văn học nhân dân xuất bản năm 1997
- Bạch Cư Dị thi tuyển (hợp tác), Nhà xuất bản nhà văn xuất bản năm 1962, Nhà xuất bản văn học nhân dân xuất bản năm 1997
- Dương Mặc Lý tuyển tập, Trung Hoa thư cục xuất bản năm 1962, Nhà xuất bản cổ tịch Thượng Hải xuất bản năm 1979, Nhà xuất bản giáo dục Hà Bắc xuất bản năm 1999
- Thư pháp nghệ thuật vấn đáp, Hương Cảng thư cục xuất bản năm 1980, Nhà xuất bản văn hoá nghệ thuật xuất bản năm 1982
- Thi từ thưởng hội, Nhà xuất bản nhân dân Quảng Đông xuất bản năm 1987
- Thần Châu tự hữu liên thành bích - Luận Trung Hoa mỹ học, Nhà xuất bản hoạ báo Sơn Đông xuất bản năm 1987

### Các tác phẩm khác
- Thạch đầu ký nhân vật hoạ (đề thơ 40 bài), Nhà xuất bản mỹ thuật nhân dân xuất bản năm 1979
- Tuế hoa tình ảnh, Nhà xuất bản phương Đông Thượng Hải xuất bản năm 1997
- Yên chỉ mễ truyền kỳ, Nhà xuất bản Hoa văn xuất bản năm 1998
- Nghiễn nghê tiểu tập, Nhà xuất bản giáo dục Sơn Tây xuất bản năm 1998
- Chỉ tuyết hiên bút ngữ, Nhà xuất bản nhân dân Thượng Hải xuất bản
- Chu Nhữ Xương tự truyện: Hồng Lâu vô hạn tình, Nhà xuất bản văn nghệ tháng Mười Bắc Kinh xuất bản năm 2005
- Ngã dữ Hồ Thích tiên sinh, Nhà xuất bản Ly Giang xuất bản năm 2005